# Séry-lès-Mézières
Séry-lès-Mézières är en kommun i departementet Aisne i regionen Hauts-de-France i norra Frankrike. Kommunen ligger  i kantonen Ribemont som ligger i arrondissementet Saint-Quentin. År 2022 hade Séry-lès-Mézières 602 invånare.

## Befolkningsutveckling
Antalet invånare i kommunen Séry-lès-Mézières
Referens: INSEE